# Джовани Бокачо
Вижте пояснителната страница за други личности с името Джовани.
Джовани Бокачо е флорентински писател, поет и хуманист. Автор е на прочутия сборник с новели „Декамерон“ (1353).

## Живот и творчество
Джовани Бокачо се ражда на 16 юни 1313 г. вероятно в Черталдо и израства във Флоренция, но се формира като личност и творец през десетгодишния си престой в Неапол.

### Младежки години
За ранните му години се знае твърде малко. Той е незаконен син на флорентийски търговец Бокачино ди Келино. Не е известно със сигурност дори коя е неговата майка – обедняла френска благородничка или икономката на баща му. Произхождащ от заможното търговско-занаятчийско съсловие на Флоренция, Бокачо има възможност да пътува, даже пребивава известно време в Париж.
Още в младежка възраст показва наклонност към поезията, но на десет години баща му го дава на обучение при един търговец, който се занимава с него цели шест години и въпреки това е принуден да го върне обратно при баща му заради неизкоренимото отвращение на младия Бокачо към търговския занаят. На Бокачо се налага още 8 години да се мъчи над търговските книги в Неапол, докато бащата окончателно не изгубва търпение и му позволява да изучава каноническото право. Едва след смъртта на бащата (1348), Бокачо получава възможност напълно да се отдаде на своята склонност към литературата.

### Престой в Неапол
През 1330 г. се установява в Неапол, по онова време столица на Неаполитанското кралство и утвърдено средище на активен просветен живот.
В пищния двор на Робер Анжуйски, крал на Неапол, където Бокачо се подвизава като млад поет, културата е издигната в култ. Монархът покровителства хората на изкуството и поощрява епикурейската атмосфера, в която творят. Около него са събрани изтъкнати учени, поети и философи. Тук Бокачо получава високо класическо образование. Именно в Неапол става известен поет и хуманист. Кралският библиотекар го провокира да изучи гръцката митология, друг учен го запознава с астрономията. С жажда чете древноримските класици.
Пак в Неапол Бокачо изживява ред съдбоносни любовни връзки, като тази с незаконнородената дъщеря на самия крал, Мария Аквинска, която остава дама на сърцето му до края на неговия живот. Както и останалите двама основоположници на съвременните италиански език и култура, Данте и Петрарка (също тосканци и негови съвременници), Бокачо обезсмъртява любимата си в своето творчество: редом с Дантевата Беатриче и Лаура на Петрарка се появява Бокачовата мадона Фиамета (от fiammetta, пламъче на италиански).
За младия флорентинец Неапол е не само средище на духа и дворцовата култура. Пристанищният град се оказва и прозорец към авантюристичния свят на Средиземноморието – този на „Одисея“, „Енеида“, арабските търговци и пиратите. Бокачо с възторг слуша разкази за пътешествия, описания на екзотични нрави, запознава се с източните приказки и други разкази, които превръща в градиво за своите новели.

### Завръщане във Флоренция
Към 1340 г. по настояване на баща си придобилият самочувствие поет се завръща във Флоренция. Въпреки бащиното неодобрение, Бокачо не се захваща със семейните търговски дела, а продължава да се занимава с поезия и навлиза в политиката на родния си град.
Джовани Бокачо е първият хуманист на служба във Флорентинската република. Той дори става един от нейните най-авторитетни дипломати.
Голямо влияние върху живота и творчеството на Бокачо оказва голямата чумна епидемия във Флоренция през 1348 година. Именно от тази трагедия е вдъхновен обемистият сборник с новели „Декамерон“.

### Влиянието на Петрарка
През 50-те години на 14 век, под влияние на своя приятел и учител Петрарка, Бокачо се заема с мисията да наложи новата хуманистична култура. Дълги години той се занимава с научна дейност, преводи от гръцки и латински, коментари на античната митология и на Дантевата Божествена комедия, пише творби на латински.

### Последни години
В края на живота си Бокачо започва да придава по-голямо значение на вярата и на църковните обреди и тази набожност се забелязва в последните му писателски прояви. След смъртта му на 21 декември 1375 г., на неговия надгробен камък е сложен следния надпис: „Studium fuit alma poesis“. Интересно е да се отбележи, че на български се дава като превод „Усърдието поражда поезията“, което е твърде фриволно тълкуване на целия израз „Patria Certaldum, studium fuit alma poesis“, който, буквално преведен, звучи като „От рода Церталд, по призвание/занаят поет“. Въпреки очевидното несъответствие между оригиналния смисъл и „тълкуването“ му, „преводът“ „Усърдието поражда поезията“ се е наложил на български и присъства дори в „научни“ трудове и „учебни помагала“. Важно е да се знае, че в никой друг език няма подобно „тълкуване“ при „превода“.

## Избрана библиография
По азбучен ред:
- Amorosa visione (1342)
- Caccia di Diana (1334 – 1337)
- Comedia delle ninfe fiorentine (Amato, 1341)
- Corbaccio (ок. 1365)
- De mulieribus claris (1361, редактирана ок. 1375)
- Декамерон, Decamerone (1349 – 1352, редактирана ок. 1370)
- Елегия на мадона Фиамета, Elegia di Madonna Fiammetta (ок. 1343)
- Filocolo (1336 – 1339)
- Filostrato (1335 или 1340)
- Житие на Данте, Le opere di Dante (1357)
- Genealogia deorum gentilium libri (1360, редактирана ок. 1374)
- Rime (ок. 1374)
- Trattatello in laude di Dante (1357)

и др.